# Vágó Géza
Vágó Géza, 1898-ig Weinberger (Nagyvárad, 1882. február 24. – Budapest, Erzsébetváros, 1942. január 3.) magyar színész, rendező, színműíró, színházigazgató. Vágó Béla színész, Vágó László és Vágó József műépítészek öccse, Pierre Vago építész nagybátyja.

## Élete
Weinberger Mihály (1837–1917) és Markovits Jozefa gyermekeként született asszimilálódott zsidó családban. 1902-ben kezdte pályáját Deák Péter társulatában. 1904 októberétől 1906-ig a budapesti Népszínházban játszott. 1907 és 1909 között az Intim Színház, 1912–1913-ban a Vígszínkör igazgatója volt. 1915-ben alkalmi társulatával a bécsi Burgtheaterben szerepelt. 1916 áprilisában kibérelte a bécsi Max und Moritz Kabarét, ahol magyar műsort is adott. 1916 májusában a Budapesti Színházban szerepelt. 1922 és 1924 között a Blaha Lujza Színház rendezőjeként működött. 1924-ben ünnepséget tartottak tiszteletére, mivel ebben az évben írta meg századik egyfelvonásos művét. 1926-ban jelent meg a Mózes című könyve, melyben a bibliai alak életét és tanításait mutatta be. Ezután több külföldi turnén vett részt, s fellépett többek között Kolozsvárott, Brassóban és az akkori Csehszlovákia magyarok lakta településein. 1940 után a zsidótörvények miatt csak az OMIKE Művészakció keretében léphetett színpadra. Komikus szerepeket kapott. Írt színműveket, paródiákat, filmforgatókönyveket és némafilmeket is rendezett. Halálát szívizomelfajulás okozta.
Sírja a Kozma utcai izraelita temetőben található (17B-2-21).

## Magánélete
1906. május 27-én Budapesten, az Erzsébetvárosban nőül vette özv. Holczer Mórné Deutsch Arankát.
Lánya Vágó Klára (1908–1994) volt, aki 1938. október 7-én Márer György újságíró felesége lett. Fia, Vágó József.

## Főbb szerepei
- Martos Ferenc: A granadai vőlegény –Bastian
- Guthi Soma: Smollen Tóni – Izidor

## Főbb rendezései
- Huszka Jenő: Lili bárónő
- Jacques Offenbach: Szép Heléna
- Henry Bataille: A balga szűz

## Színművei
- Ő! dráma, írta Szemere Györggyel. Bemutató: Magyar Színház
- Kukorica Jónás, paródia 3 felvonásban. Írta: Mérei Adolffal. Bemutató: 1905. június 21. Városligeti Színkör
- Szép Ilonka, operett 3 felvonásban. Szávay Gyula és Szabados Béla társaságában. Bemutató: 1906. október 20. Király Színház
- A 100-ik menyasszony, énekes bohózat 3 felvonásban. 1907. június 7., Budai Színkör. Társszerző Mérei Adolf, zenéjét szerezte: Barna Izsó
- Mendikáns, történelmi színmű. Vidéken játszották.
- Nagy dolog a háború, énekes játék 4 felvonásban. Bemutató: 1914. szeptember 26., a Király Színház
- Málcsi mozgósít, pesti tréfa, Tábori Emillel. Bemutató: 1915. augusztus 18., Budapesti Színház
- Négy a kislány, operett 3 felvonásban. 1916. augusztus 11., Fővárosi Nyári Színház. Társszerző: Tábori Emil és Barna Izsó
- Lavotta szerelme, énekes játék három felvonásban. Zenéjét összeállította Barna Izsó. Bemutató: 1917. április 13., Népopera
- A tánckirály, operett 3 felvonásban. Zenéjét szerezte Zsoldos Andor verseire: Nádor Mihály. Bemutató: 1921. június 25., Fővárosi Nyári Színház
- A kölcsönkért feleség, énekes és táncos komédia 3 felvonásban. Írta: Maurice Desvallières. Zenéjét szerezte: Zsoldos Andor verseire: Szántó Mihály Bemutató: 1921. július 27., Fővárosi Nyári Színház
- Pista! operett 3 felvonásban. Verseit írta: Matolay Károly. Zenéjét szerezte: Kossowich Pál. Bemutató: 1922. június 27., Budapesti Színház